# Xoog Bardale
Der Berg Xoog Bardale (auch: Hug Berdale, Hug Berdaleh) ist ein Gipfel in Somalia. Er ist 1709 m hoch und befindet sich im Somali-Hochland in Nord-Somalia, südwestlich von Erigabo und westlich von Yufle.